# Delneky Gábor
Delneky Gábor (Budapest, 1932. május 29. – Orlando, 2008. október 26.) olimpiai bajnok kardvívó.
1952-ben kezdett versenyszerűen vívni a Vasas sportegyesületben. 1956-ban átigazolt a Budapesti Honvédhez, majd 1958-tól visszavonulásáig ismét a Vasasban versenyzett.
1959-ben vb ezüstérmes volt csapatban. Legnagyobb sikerét az 1960-as római olimpián érte el, ahol a magyar kardcsapat tagjaként – Gerevich Aladár, Horváth Zoltán, Kárpáti Rudolf, Kovács Pál és Mendelényi Tamás mellett – olimpiai bajnoki címet szerzett. 1961-ben harmadik helyezést szerzett a világbajnokságon csapatban. 1963 után már nem volt a válogatottkeret tagja. Az aktív sportolástól 1970-ben vonult vissza.
Ezután külföldre távozott. Orlandóban élt, közüzemek főmérnökeként dolgozott.

## Sporteredményei
- kard csapat olimpiai bajnok (1960)
- kard csapat világbajnoki 2. helyezett (1959)
- kard csapat világbajnoki 3. helyezett (1961)
- háromszoros kard Bajnokcsapatok Európa Kupája 2. helyezett (1966, 1967, 1968)
- nyolcszoros kard csapat magyar bajnok (1955, 1961–1967)